# Polnische Freiwilligenverbände
Polnische Freiwilligenverbände sind paramilitärische infanteristische Formationen unter dem Kommando des polnischen Verteidigungsministeriums. Ein Teil der eigenständigen Freiwilligenverbände ging in der 2015 gegründeten neuen Teilstreitkraft Armee zur Territorialverteidigung auf. 

## Geschichte und Hintergrund
Unter dem Eindruck der NATO-Russland-Krise sieht sich Polen seit seinem Beitritt zur NATO auch aus historischen Gründen als „Frontstaat“ gegen Russland. Zwar halten Beobachter einen direkten Einmarsch Russlands in Polen für sehr unwahrscheinlich, aber Polen befürchtete einen „Hybriden Krieg“ Russlands, ähnlich dem verdeckten Einmarsch auf der Krim. Bereits 2005 ging die polnische Regierung dazu über, bestehende paramilitärische Gruppen stärker in die stehenden Polnischen Streitkräfte einzubinden.
Im März 2015 trafen sich Freiwilligen-Milizen, Bürgerwehren aus ganz Polen, paramilitärische Verbände sowie Schulen mit sogenanntem Wehrkundeunterricht zu einer Konferenz in der Nähe Warschaus. Am 21. März schlossen sich die 800 Teilnehmer zu einem Verband zusammen. Dem polnischen Verteidigungsministerium ist an einer engen Einbindung der Milizen gelegen und die Einbindung „ziviler Verteidigungsorganisationen“ sei ein wichtiger Schritt zur Erhöhung der Sicherheit Polens. Geführt wird der Verband von General Boguslaw Pacek. Er war davor im Rahmen des NATO-Programms DEEP für die Verbesserung der militärischen Ausbildung in der Ukraine zuständig.
Ziel sind gemeinsame Übungen mit Reservisten und die Nutzung militärischer Übungsgelände durch die Freiwilligen. Auch erwog die polnische Regierung, 2500 Freiwilligen einen Sold zu zahlen, um diese dann als „Rückgrat“ der Freiwilligenverbände auf lokaler Ebene im Kriegsfall schnell mobilisieren zu können.

## Freiwilligenverbände

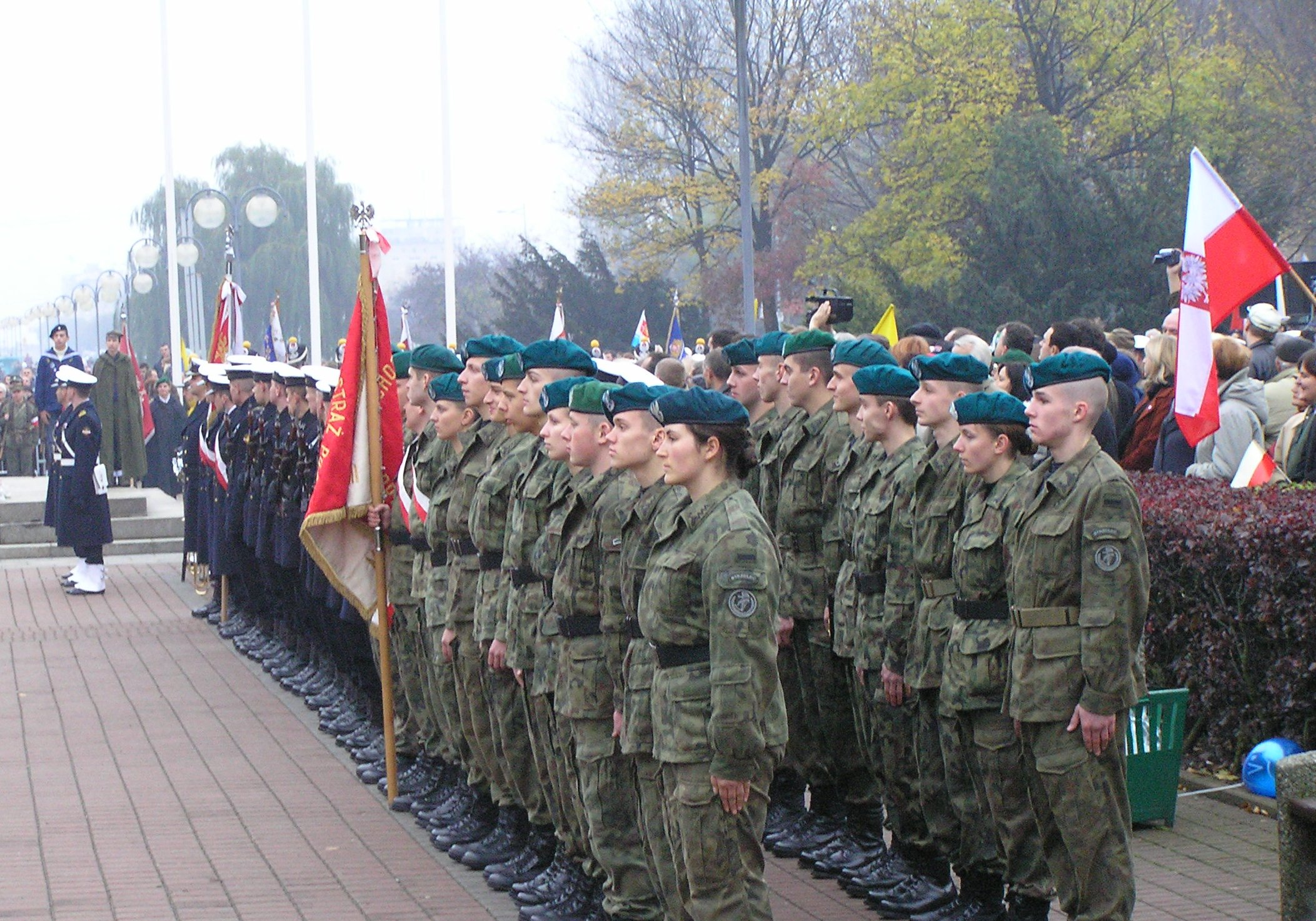
Mitglieder des Schützenverbands „Strzelec“

Nach Schätzungen gibt es in Polen 70, andere sprechen von 120 paramilitärischen Gruppen mit etwa 45.000 bis 70.000 Mitgliedern. Sie führen Militärübungen, Schießtraining und Taktikunterricht durch. Die registrierten Freiwilligen erhalten monatlich 120 Euro von der Polnischen Regierung.

### Mitgliedsverbände
Größere und kleinere Gruppen gehören dem Zusammenschluss der Freiwilligenverbände an. Ein alter Bund ist der Schützenverband „Strzelec“ („Schütze“). Er ist eine paramilitärische Jugendorganisation und wurde bereits 1910 gegründet. Kleinere Gruppen sind zum Beispiel die „Pommersche Territorialverteidigung“ (POT).